# Нухуко
Нухуко (также нгухуко, нгуху, уко) — традиционная детская игрушка ненцев, кукла, в основу которой положен птичий клюв.
Головой куклы служит надклювье (верхняя пластина клюва) водоплавающей птицы, для куклы-мужчины это надклювье гуся, для куклы-женщины — утки, для куклы-ребёнка — мелких водоплавающих птиц. Может быть использован клюв с остатками оперения со лба или без них. Туловище куклы высотой 15-20 сантиметров делается из лоскута материи — сукна или драпа, обёрнутого в виде юбки вокруг основания надклювья и примотанного лентой из ткани, изображающей воротник.
После создания основы куклы из головы и туловища (руки и ноги нухуко не полагаются) куклу «одевают» и украшают, используя разноцветные ленты из ткани. Обычно делают нечётное количество лент (три, пять или семь), иногда ленты покрывают треугольным орнаментом. Кукле-женщине делают две или четыре косы из шнурочков или бисера, нанизанного на сухожилие (сейчас чаще используют леску).
Использование для создания игрушки атрибута водоплавающей птицы имеет сакральное значение — связанная со всеми тремя стихиями, землёй, водой и воздухом; зимой отправляющаяся на юг, к духам предков, а по весне возвращающаяся обратно к людям, она охраняет ребёнка от злых напастей. Однако на голову куклы не наносится изображение лица — согласно поверьям ненцев, кукла не должна «видеть», иначе она может ожить и забрать душу ребёнка.
В ненецких семьях девочек рано начинали готовить к роли хозяек. Делая одежду для нухуко, девочка под руководством матери или старшей сестры уже с пяти-шести лет училась шить, кроить, подбирать декоративные элементы. У девочек собирались большие кукольные семьи — со взрослыми, детьми и стариками, при этом одежда нухуко делалась по образу и подобию настоящей одежды в соответствии с ролью нухуко в кукольной семье. Семьи нухуко имели свои чумы, лодки, хозяйство; посуду, сделанную из рыбьих позвонков или берёсты.
Когда ненцы ехали в гости, девочка обязательно брала с собой нухуко; взрослые привезут подарки хозяевам, а нухуко привезут подарки для кукол их дочерей.
Если юная невеста приносила в дом мужа большую кукольную семью — это хороший знак, обещающий молодой паре много детей.